# آمنة الشامسي
آمنة بنت عبد الله الضحاك الشامسي، سياسية إماراتية تشغل منصب وزيرة التغير المناخي والبيئة منذ 6 يناير 2024. تولت سابقا دور المتحدث باسم حكومة دولة الإمارات خلال جائحة كوفيد-19، كما قادت اللجنة التنظيمية لاستضافة أولمبياد العلوم الدولي للناشئين 2021 و أولمبياد الأحياء الدولي 2023.

## التعليم
حاصلة على درجة الدكتوراة في هندسة الحاسوب من جامعة خليفة، ودرجتي البكالوريوس والماجستير في علوم الحاسوب من جامعة الشارقة.

## المسيرة المهنية
شغلت سابقاً منصب وكيل الوزارة المساعد لقطاع الرعاية وبناء القدرات بوزارة التربية والتعليم منذ يوليو 2016، وعملت مديرة لإدارة الابتكار وريادة الأعمال في وزارة التربية والتعليم، كما شغلت عضوية العديد من اللجان، كلجنة التحول الرقمي، واللجنة الوطنية لوقاية الأسرة، والمجلس الخليجي للموهوبين، وتترأس عدة لجان وطنية منها مجلس حماية الطفل في البيئة التعليمية، واللجنة الوطنية للتعليم الأخضر، واللجنة الوطنية للفنون الإبداعية في التعليم.